# La Reine des Amazones
Pour plus de détails, voir Fiche technique et Distribution.
La Reine des Amazones (La regina delle amazzoni) est un péplum italien de Vittorio Sala sorti en 1961.

## Synopsis
L'herculéen Glaucus, Pirro et un groupe d'anciens combattants de la Guerre de Troie, dupés par des trafiquants, se trouvent dans l'île des Amazones. Ces femmes guerrières se servent des hommes seulement pour perpétuer l’espèce puis les tuent. Le même sort serait réservé aux nouveaux venus si Glaucus et Pirro ne réussissaient pas, l'un par la force, l'autre par  l'astuce, à séduire les deux femmes qui aspirent à devenir reine. Après de nombreux événements, les femmes doivent subir l’assaut de pillards, qu’elles réussissent à vaincre avec l'aide de Glaucus.

## Fiche technique
- Titre original : La regina delle amazzoni
- Titre français : La Reine des Amazones
- Réalisation : Vittorio Sala
- Scénario :Ennio De Concini, Vittorio Sala , Duccio Tessari et Augusto Frassinetti
- Adaptation française : Jacques Michau, dialogues : Lucette Gaudiot
- Photographie : Bitto Albertini
- Montage : Mario Serandrei
- producteur : Enzo Merolle
- Musique : Roberto Nicolosi, dirigée par Pier Luigi Urbini
- Décors : Ottavio Scotti
- Distribution : Cosmopolis Films et Les Films Marbeuf (France)
- Genre : péplum
- Format : couleurs (Eastmancolor) - dyaliscope
- Pays de production :  Italie, Glomer film, Galatea S.P.A. Rome
- Durée : 84 min
- Dates de sortie : France : 31 mai 1961

## Distribution
- Ed Fury  (V.F : Pierre Vaneck )  : Glaucus
- Dorian Gray  (V.F : Sophie Leclair ) : Antiope
- Gianna Maria Canale  (V.F : Jacqueline Porel) : la reine des Amazones
- Rod Taylor  (V.F : Jacques Thebault ) : Pirro
- Daniela  Rocca  (V.F : Nelly Delmas )  : Melitta
- Ignazio Leone  (V.F : Jean-Marie Amato )  : Sofo
- Alberto Farnese  (V.F : Jean Claudio )  : Losco,chef des pirates
- Alfredo Varelli  (V.F : Claude Joseph )  : 1er marchand
- Gino Buzzanca  (V.F : Rene Blancard )  : 2e marchand
- Adriana Facchetti  (V.F : Marie Francey) : la prêtresse, conseillère de la reine
- Renato Tagliani  (V.F : André Valmy)  : le commandant grec
- Marco Tulli : Eumeo, le boulanger
- Tiberio Murgia : le Syracusain